# Jeux du Pacifique Sud de 2007
Navigation
Jeux du Pacifique 2003 Édition suivante
Les XIIIe Jeux du Pacifique Sud se sont déroulés du 25 août au 8 septembre 2007 aux Samoa, essentiellement à Apia. C'est la deuxième fois que cette île organise cette manifestation, après 1983.

## Sports présents
| - Athlétisme ; - Badminton ; - Baseball ; - Basket-ball ; - Beach-volley ; - Boulingrin ; - Boxe ; - Cricket ; - Culturisme ; - Football ; - Force athlétique ; | - Golf ; - Haltérophilie ; - Hockey sur gazon ; - Judo ; - Lutte ; - Voile ; - Netball ; - Natation ; - Rugby à sept ; - Rugby à 9 ; - Softball ; | - Squash ; - Surf ; - Taekwondo ; - Tennis ; - Tennis de table ; - Tir ; - Tir à l'arc ; - Touch rugby ; - Triathlon ; - Va'a (sport) ; - Volley-ball ; |

## Tableau des médailles
Les nations au classement des médailles de leurs athlètes :
| Rang | Nation                      | Or | Argent | Bronze | Total |
| ---- | --------------------------- | -- | ------ | ------ | ----- |
| 1    | Nouvelle-Calédonie          | 90 | 69     | 68     | 227   |
| 2    | Polynésie française         | 44 | 43     | 31     | 118   |
| 3    | Samoa                       | 43 | 33     | 50     | 126   |
| 4    | Fidji                       | 39 | 54     | 43     | 136   |
| 5    | Papouasie-Nouvelle-Guinée   | 38 | 24     | 32     | 94    |
| 6    | Nauru                       | 15 | 9      | 12     | 36    |
| 7    | Palaos                      | 9  | 4      | 3      | 16    |
| 8    | États fédérés de Micronésie | 6  | 6      | 1      | 13    |
| 9    | Îles Cook                   | 5  | 9      | 8      | 22    |
| 10   | Tonga                       | 3  | 14     | 10     | 27    |
| 11   | Samoa américaines           | 3  | 8      | 11     | 22    |
| 12   | Tokelau                     | 3  | 1      | 1      | 5     |
| 13   | Wallis-et-Futuna            | 3  | 0      | 1      | 4     |
| 14   | Vanuatu                     | 2  | 1      | 9      | 12    |
| 15   | Îles Salomon                | 1  | 12     | 14     | 27    |
| 16   | Guam                        | 1  | 2      | 7      | 10    |
| 17   | Kiribati                    | 0  | 4      | 2      | 6     |
| 18   | Îles Marshall               | 0  | 1      | 1      | 2     |
| 18   | Tuvalu                      | 0  | 1      | 1      | 2     |
| 18   | Niue                        | 0  | 1      | 1      | 2     |
| 21   | Île Norfolk                 | 0  | 1      | 0      | 1     |
| 22   | Îles Mariannes du Nord      | 0  | 0      | 0      | 0     |

## Participation sportive du premier ministre
Le premier ministre samoan Tuilaepa Sailele Malielegaoi devient lors de ces Jeux le seul dirigeant élu en exercice d'un État souverain à avoir participé à une compétition sportive internationale de haut niveau. Il prend part aux épreuves de tir à l'arc après plusieurs mois d'entraînement quotidien sous la tutelle d'un entraîneur chinois, Zhou Xiao Jun. En individuel, il termine sixième aux Jeux, mais remporte une médaille d'argent dans l'épreuve masculine par équipe ; les Samoans sont battus en finale par la Nouvelle-Calédonie.